# Gentianella wislizeni
Gentianella wislizeni là một loài thực vật có hoa trong họ Long đởm. Loài này được (Engelm.) J.M.Gillett mô tả khoa học đầu tiên năm 1957.